# Hubert de Garde de Vins
Hubert de Garde de Vins, né en 1544 et mort le 20 novembre 1589 en assiégeant la ville de Grasse, est un chef des ligueurs en Provence.

## Biographie
Hubert de Garde, seigneur de Vins, est le fils de Gaspard de Garde président au Parlement de Provence, et de la sœur de Jean de Pontevès, comte de Carcès. Mêlé très jeune aux troubles des guerres de religion, il est emprisonné en 1564 à Aix-en-provence et libéré sur ordre de Charles IX lors de son passage en 1564 dans cette ville. Il est cornette de sa compagnie lors de la bataille de Jarnac en 1569. Il est écuyer du duc d'Anjou, futur Henri III, au siège de la Rochelle (1572-1573). Déçu par l'attitude d'Henri III après son retour de Pologne, il se retire en Provence.[réf. nécessaire]
Principal appui de son oncle le comte de Carcés, il commande en octobre 1578 les troupes carcistes qui assiègent et dévastent le village de Trans-en-Provence ; les raisons de cette attaque ne sont en réalité pas religieuses mais dues au fait que les paysans refusaient de fournir les corvées exigées par le seigneur du lieu, Claude de Villeneuve. Hubert de Vins devient le chef de la ligue en Provence après la mort de son oncle en 1582. À la mort de son beau-frère, le comte de Sault, en 1586, il est choisi par le parlement de Provence comme généralissime de l'armée ligueuse.
En 1587, Hubert de Vins participe à la victoire du duc de Guise à Auneau ; il dirige à la tête des ligueurs la lutte contre Jean Louis de Nogaret de La Valette. La ligue se sépare en deux clans : une partie française avec les carcistes et une partie savoyarde avec de Vins et la Comtesse de Sault. Hubert de Vins est favorable à une aide savoyarde en hommes et en argent mais pas à une entrée militaire régulière qui aurait donné au duc de Savoie le pouvoir en Provence. Quelque temps plus tard, le 20 novembre 1589, Hubert de Vins est tué d’un coup d’arquebuse devant Grasse,. Sa disparition ouvrit la voie à ceux qui voulaient confier au duc de Savoie la protection d’une Provence libre et indépendante.
Un mausolée a été édifié dans la cathédrale Saint-Sauveur d'Aix-en-Provence.